# Turion 64
AMD Turion é a marca que a AMD usa para suas CPUs x86-64 de baixo consumo energético (móveis), cujo codinome é K8L.

## Turion 64 e Turion 64 X2
São processadores de baixo consumo voltados para o mercado de notebooks e estão disponíveis em duas versões, com um núcleo (“single core”) e com dois núcleos (“dual core”).
Os dois usam tecnologia de 65 nanômetros o que diminui o TDP e consequentemente o gasto de energia. Possuem a tecnologia PowerNow!, parecida com Cool'n'Quiet de computadores desktop Athlon 64 a fim de diminuir o clock e a tensão se o processador não estiver sendo usado ou a tarefa exigida é pequena.

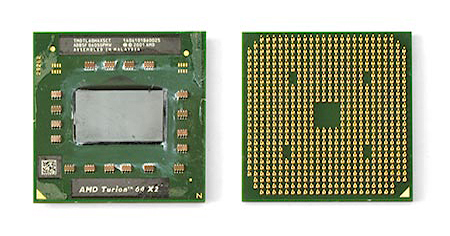
Turion 64 X2, Repare no seu socket.

## Turion 64
São versões de soquete 754, que para reduzir o consumo de energia a AMD adotou o uso de transistores de chaveamento mais lento, que reduzem a frequência é reduzida sequencialmente até atingir 1,6 GHz, ponto no qual o processador entra no estágio mais baixo, onde passa a operar a apenas 800Mhz (independente do modelo). Juntamente com a frequência a tensão também é reduzida, já que o processador é projetado para funcionar estavelmente usando tensões mais baixas, desde que o operando também a frequências mais baixas; ai quando mais processamento é exigido a tensão volta ao valor inicial, seguido do aumento correspondente na frequência.
O que torna as plataformas com esses processadores muito atrativos pensando em durabilidade de bateria.

## Turion 64 X2
O Turion X2 é, essencialmente, uma versão de baixo consumo do Athlon 64 X2, que preserva as mesmas características básicas, como o uso do crosbar Swith, o controlador de memória DDR2 Dual-Channel (compartilhado entre dois núcleos) e o uso do barramento Hypertransport.
Naturalmente por ser um processador desenvolvido para notebooks é necessário um gerenciamento mais agressivo de energia. Para isso é utilizada uma versão atualizada do Powernow, com suporte a um sistema de gerenciamento de energia independente de cada núcleo.
O nível de utilização de cada núcleo é continuamente monitorado e os níveis apropriados de economia de energia são aplicados. Isso permite que um dos núcleos continue operacional enquanto o outro “hiberna”, em um dos estágios de baixo consumo.
O Turion X2 adotou o socket S1, uma versão mobile do soquete AM2, onde também são utilizados os módulos de memória DDR2, com suporte dual channel, como nem todos os fabricantes usam dois módulos de memória, você nota um certo ganho de desempenho ao instalar um segundo modulo, não apenas por aumentar no volume da memória instalada, mas também pela ativação do Dual-Channel.
Outro destaque do soquete S1 é o número reduzido de pinos, ele possui apenas 638 pinos contra os 940 do AM2, o número reduzido de pinos ajudou a reduzir o tamanho do encapsulamento do processador, que passou a ser um pouco menor que os processadores soquete 754, onde quando se fala em mobilidade e em dissipação de calor o tamanho sempre é algo a ser levado em consideração.

## Diferenças entre Turion 64 e Athlon 64 Mobile
A grande diferença entre o Turion 64 e Athlon 64 Mobile é nomenclatura regional, em alguns locais é chamado de Athlon X2 e em outros de Turion X2, mas em si os processadores são os mesmos. Um pequeno detalhe é que o Turion 64 pode ter cache L2 com 512 KB ou 1 MB, já o Athlon 64 Mobile tem sempre 1 MB de cache, tendo então mais performance, embora seja o mesmo processador com as mesmas instruções.

## Características gerais
- 128 KB de cache L1
- Barramento HyperTransport trabalhando a 800 MHz
- Tecnologias: MMX, 3Dnow!, SSE e SSE2 e SSE3
- Tecnologia PowerNow!
- Tecnologia de Virtualização
- Tecnologia EVP (Enhanced Virus Protection)
- Tecnologia de 65 nanômetros

## Todos os modelos de Turion 64 e Turion 64 X2

### Turion 64
| Modelo          | Frequência | Cache L2 | Consumo |
| --------------- | ---------- | -------- | ------- |
| Turion 64 MT-28 | 1600 MHz   | 512 KB   | 25W     |
| Turion 64 MT-30 | 1600 MHz   | 1 MB     | 25W     |
| Turion 64 MT-32 | 1800 MHz   | 512 KB   | 25W     |
| Turion 64 MT-34 | 1800 MHz   | 1 MB     | 25W     |
| Turion 64 MT-37 | 2000 MHz   | 1 MB     | 25W     |
| Turion 64 MT-40 | 2200 MHz   | 1 MB     | 25W     |
| Turion 64 ML-28 | 1600 MHz   | 512 KB   | 35W     |
| Turion 64 ML-30 | 1600 MHz   | 1 MB     | 35W     |
| Turion 64 ML-32 | 1800 MHz   | 512 KB   | 35W     |
| Turion 64 ML-34 | 1800 MHz   | 1 MB     | 35W     |
| Turion 64 ML-37 | 2000 MHz   | 1 MB     | 35W     |
| Turion 64 ML-40 | 2200 MHz   | 1 MB     | 35W     |
| Turion 64 ML-42 | 2400 MHz   | 512 KB   | 35W     |
| Turion 64 ML-44 | 2400 MHz   | 1 MB     | 35W     |
| Turion 64 MK-36 | 2000 MHz   | 512 KB   | 31W     |
| Turion 64 MK-38 | 2200 MHz   | 512 KB   | 31W     |

### Turion 64 X2
| Modelo             | Frequência | Cache L2     | Consumo    |
| ------------------ | ---------- | ------------ | ---------- |
| Turion 64 X2 TL-50 | 1600 MHz   | 256 + 256 KB | 31W        |
| Turion 64 X2 TL-52 | 1600 MHz   | 512 + 512 KB | 31W        |
| Turion 64 X2 TK-53 | 1700 MHz   | 512 + 512 KB | 35W        |
| Turion 64 X2 TL-56 | 1800 MHz   | 512 + 512 KB | 33W        |
| Turion 64 X2 TL-58 | 1900 MHz   | 512 + 512 KB | 31W        |
| Turion 64 X2 TL-60 | 2000 MHz   | 512 + 512 KB | 31W ou 35W |
| Turion 64 X2 TL-62 | 2100 MHz   | 512 + 512 KB | 35W        |
| Turion 64 X2 TL-64 | 2200 MHz   | 512 + 512 KB | 35W        |
| Turion 64 X2 TL-66 | 2300 MHz   | 512 + 512 KB | 35W        |
| Turion 64 X2 TL-68 | 2400 MHz   | 1024 KB      | 35W        |